# Letališče Mariehamn
Letališče Mariehamn je letališče na Finskem, ki primarno oskrbuje Mariehamn.